# 동김천 나들목
동김천 나들목(E.Gimcheon IC)은 경상북도 김천시 남면 초곡리에 있는 경부고속도로의 22-1번 교차로이다. 경북김천혁신도시의 접근을 위해 건설되었으며, 국도 제3호선 김천시 국도대체우회도로 (김천순환로)와 경부고속도로가 만나는 지점에 2012년 9월 25일에 개통되었다. 국도 제3호선을 통해 율곡동, 남면, 농소면 등지로 진출할 수 있다.

## 연혁
- 2009년 12월 29일 : 2012년 12월까지 나들목 신설을 위해 김천시 도시계획시설 교통광장에 남면 초곡리 일원을 동김천 나들목으로 고시[2]
- 2012년 9월 25일 : 나들목 신설 개통[3]

## 구조물 정보
- 위치 : 경상북도 김천시 남면 초곡리, 농소면 신촌리
- 영업소: 경상북도 김천시 남면 경부고속도로 192

## 접속 도로
- 국도 제3호선 (김천순환로)
- 간접 연결 : 국도 제59호선 (환경로, 서부 교차로 이용)

## 나들목 주변
- 경부고속철도 (경부고속선) 김천(구미)역
- 경북혁신도시
- 한국도로공사 본사

## 교통량 정보
| 요금소          | 통행량 (대/일) | 통행량 (대/일) | 통행량 (대/일) | 통행량 (대/일) | 통행량 (대/일) | 통행량 (대/일) | 통행량 (대/일) | 통행량 (대/일) | 통행량 (대/일) | 통행량 (대/일) | 주석  |
| 요금소          | 2001년         | 2002년         | 2003년         | 2004년         | 2005년         | 2006년         | 2007년         | 2008년         | 2009년         | 2010년         | 주석  |
| --------------- | -------------- | -------------- | -------------- | -------------- | -------------- | -------------- | -------------- | -------------- | -------------- | -------------- | ----- |
| 동김천 (폐쇄식) | 미개통         | 미개통         | 미개통         | 미개통         | 미개통         | 미개통         | 미개통         | 미개통         | 미개통         | 미개통         | [ 4 ] |
| 요금소          | 2011년         | 2012년         | 2013년         | 2014년         | 2015년         | 2016년         | 2017년         | 2018년         | 2019년         |                | [ 4 ] |
| 동김천 (폐쇄식) | 미개통         | 1,122          | 1,861          | 2,922          | 4,042          | 4,699          | 5,020          | 5,125          | 5,393          |                | [ 4 ] |